# Eka Jaya (Pantar Tengah)
Eka Jaya is een bestuurslaag in het regentschap Alor van de provincie Oost-Nusa Tenggara, Indonesië. Eka Jaya telt 591 inwoners (volkstelling 2010).